# 幸町 (板橋区)
幸町（さいわいちょう）は、東京都板橋区の町名。丁目の設定がない単独町名である。全域で住居表示が実施されている。

## 地理
板橋区の南部に位置する。北で大山西町、東は中丸町・南町、南で豊島区千川と隣接する。板橋区の南端に位置し、町域の南辺をもって板橋区－豊島区境を形成する。町域の北部を国道254号（川越街道）が東西に走る。

### 地価
住宅地の地価は、2025年（令和7年）1月1日の公示地価によれば、幸町44-1の地点で57万5000円/m2となっている。

## 歴史
かつては長崎村の一部であった。
- 1871年（明治4年）11月14日 - 浦和県（現埼玉県）から東京府に編入。
- 1926年（大正15年）10月1日 - 長崎村が町制施行し長崎町となる。
- 1932年（昭和7年）10月1日 - 東京市編入により、長崎町は巣鴨町、西巣鴨町、高田町とともに豊島区となる。

その後住居表示実施に伴い豊島区の町名として幸町が成立。

## 世帯数と人口
2025年（令和7年）3月1日現在（板橋区発表）の世帯数と人口は以下の通りである。
- 世帯数 : 3,203世帯
- 人口 : 5,451人

### 人口の変遷
国勢調査による人口の推移。
| 年                 | 人口  |
| ------------------ | ----- |
| 1995年（平成7年）  | 5,252 |
| 2000年（平成12年） | 5,097 |
| 2005年（平成17年） | 5,061 |
| 2010年（平成22年） | 4,701 |
| 2015年（平成27年） | 5,184 |
| 2020年（令和2年）  | 5,599 |

### 世帯数の変遷
国勢調査による世帯数の推移。
| 年                 | 世帯数 |
| ------------------ | ------ |
| 1995年（平成7年）  | 2,397  |
| 2000年（平成12年） | 2,481  |
| 2005年（平成17年） | 2,501  |
| 2010年（平成22年） | 2,500  |
| 2015年（平成27年） | 2,764  |
| 2020年（令和2年）  | 3,032  |

## 学区
区立小・中学校に通う場合、学区は以下の通りとなる（2021年8月時点）。
| 番地     | 小学校                 | 中学校                 |
| -------- | ---------------------- | ---------------------- |
| 1～10番  | 板橋区立板橋第六小学校 | 板橋区立板橋第二中学校 |
| 11～66番 | 板橋区立板橋第十小学校 | 板橋区立板橋第二中学校 |

## 事業所
2021年（令和3年）現在の経済センサス調査による事業所数と従業員数は以下の通りである。
- 事業所数 : 126事業所
- 従業員数 : 1,390人

### 事業者数の変遷
経済センサスによる事業所数の推移。
| 年                 | 事業者数 |
| ------------------ | -------- |
| 2016年（平成28年） | 141      |
| 2021年（令和3年）  | 126      |

### 従業員数の変遷
経済センサスによる従業員数の推移。
| 年                 | 従業員数 |
| ------------------ | -------- |
| 2016年（平成28年） | 1,436    |
| 2021年（令和3年）  | 1,390    |

## 交通

### 鉄道
町域に駅は存在しないが、以下の路線・駅が利用可能である。
- 東武鉄道
  - 東武東上線：大山駅（大山町および大山東町）

### バス
- 国際興業バス　※出入庫に伴う区間運行系統は省略。
  - 幸町：池02　池袋駅西口始発熊野町循環（南町庚申通り先回り・熊野町経由）、池03　池袋駅西口始発要町循環（千川一丁目先回り）
  - 第六小学校：赤51 西が丘経由赤羽駅西口行き・サンシャインシティ経由池袋駅東口行き、光02 サンシャインシティ経由池袋駅東口行き・光が丘駅行き、池55 サンシャインシティ経由池袋駅東口行き・小茂根五丁目行き

### 道路
- 国道254号（川越街道）

## 施設
- 板橋区立板橋第二中学校
- みなみ保育園
- さいわい保育園
- 板橋幸町郵便局
- カトリック板橋教会
- 都営幸町アパート

## その他

### 日本郵便
- 郵便番号 : 173-0034[3]（集配局 : 板橋郵便局[16]）。